# Fraternidad
Fraternidad é um município de Honduras, localizado no departamento de Ocotepeque. Em 2001, Fraternidad contava com 2.246 habitantes.